# Inget nytt under solen
Inget nytt under solen (Nederlands: Niks nieuws onder de zon) is het tweede studioalbum van de Zweedse rockband Kaipa.

## Inleiding
De band trok op 30 juni 1976 de Marcus Music Studio in Solna in om op de opvolger van het album Kaipa op te nemen. De band verkoos geluidstechnicus Leif Mases als medemuziekproducent, omdat deze de muziek van Kaipa beter zou aanvoelen dan studiobaas Markus Österdahl. Op 16 juli kon het mixen beginnen. Door de inkomsten vanuit het debuutalbum konden de diverse leden zich nieuw instrumentarium veroorloven. Lundin kocht onder andere een mellotron en een Korg-synthesizer. Bergman een nieuw drumstel van Tama.
Roine Stolt wilde voor dit album weer zelf de hoesafbeelding verzorgen, hetgeen overige leden en platenbaas niet zagen zitten, wel mocht hij een nieuwe logo voor de band verzinnen. Voor de platenhoes werd een voorstel overgenomen van platendistributeur Electra (Zweden), hetgeen vraagtekens opriep. De afgebeelde met kinderen in moonbuggy’s, een foto van NASA zou niets met het album te maken hebben. Op zich was dat vreemd, want de titel van het album is afkomstig van de manager aldaar Carl-Erik Hjelm. De band nam de titel over, alhoewel ze zichzelf vernieuwend vonden, zagen ze ook in dat hun muziek ook gewoon een ontwikkeling was binnen de muziekwereld. Op het originele album werd nog Eugen Petrén opgevoerd, een verzonnen naam en knipoog naar bijvoorbeeld Carlos Santana die zijn naam aanvulde met het spirituele Devadip.
Voor en na het uitbrengen van het album was Kaipa op tournee door Scandinavië. De band was ook enige keren op de radio te horen. Net als zijn voorganger werd het album uitsluitend in Scandinavië uitgebracht; het haalde circa 10.000 verkopen; dit maal genoeg om één week notering te krijgen in de Zweedse albumlijst (plaats 40).

## Musici
- Ingemar Bergman – drumstel, percussie, zang
- Tomas Eriksson – basgitaar (een Rickenbacker), synthbas, zang (Almighty)
- Hans Lundin – toetsinstrumenten waaronder hammondorgel, Fender Rhodes en mellotron
- Roine Stolt – gitaren

## Muziek
| Nr. | Titel                                                      | Duur  |
| --- | ---------------------------------------------------------- | ----- |
| 1.  | Skenet bedrar (Lundin (m/t))                               | 21:41 |
| 2.  | Ömsom sken (Stolt/Bergman (m), Stolt (t))                  | 3:17  |
| 3.  | Korståg (Stolt (m/t))                                      | 5:19  |
| 4.  | Stengrodornas parad (Stolt (m/t))                          | 0:56  |
| 5.  | Dagens port (Lundin (m/t))                                 | 2:34  |
| 6.  | Inget nytt under solen (Stolt (m/t))                       | 6:10  |
| 7.  | Awakening/Bitterness (Lundin (m/t))                        | 6:10  |
| 8.  | How might I say out clearly (Stolt/Bergman (m), Stolt (t)) | 3:58  |
| 9.  | The gate of day (Lundin (m/t))                             | 2:26  |
| 10. | Blow hard all tradewinds (Stolt (m/t))                     | 6:18  |

De heruitgave InsideOut Music vermeldde dat Skenet Bedrad dermate ingewikkeld was, dat het niet in één opname opgenomen kon worden. Er werden steeds fragmenten apart opgenomen om ze tijdens de mix etc. samen te voegen tot een geheel. Het bestaat uit de deeltjes Uppvaknandet, Bitterheten, Hoppfullheten, Överheten en Vilseledd. De complexiteit is tevens terug te vinden in Korståg dat volgens diezelfde uitgave enige tijd door het Zweeds Instituut voor Musicologie als voorbeeld werd aangehouden van een “goede rocksong”.  De laatste vier tracks komen niet voor op het originele album.

## Nasleep
Succes was dermate groot dat er weer instrumentarium gekocht kon worden waaronder een double-neck basgitaar van Genesisbassist Mike Rutherford, een Oberheim ooit gebruikt door Frank Zappa en de nieuwigheid polymoog. In de aanloop naar het volgende album, wilde de band zich met buiten Scandinavië profileren, maar dat werd geblokkeerd door hun zang in Zweeds. Ze lieten vier liedjes naar het Engels vertalen door Kevin Fickling. Vriend van de band Lard Holflund (bassist bij Tomas Ledin) zong drie van die vier tracks, zijn uitspraak van het Engels was beter dan dat van de bandleden. Opnamen vonden plaats in oktober 1977 in de Bastun Studio in Stockholm. Het was een ijdele poging; de beoogde Britse distributeur zag er niets in en ze belandden op de plank. Tomas Eriksson vertrok (muzikale meningsverschillen) en de band kwam met het probleem te zitten hoe die complexe muziek uit te voeren als trio.
In 1993 volgde een internationale heruitgave verzorgd door Musea Records, daarna volgde de heruitgave van InsideOut Music in boxvorm. In 2016 volgde nog een heruitgave via Tempus Fugit.